# فرط التنسج الجريبي
يُعد فرط التنسج الجريبي (بالإنجليزية: Follicular hyperplasia)‏ أحد أنواع فرط التنسج اللمفاوي، ويُصنف ضمن تضخمات العقد اللمفية، وهو مصطلح يشير إلى الأمراض التي تصيب العقد اللمفية. ينتج هذا المرض عن تحريض حجرات الخلايا اللمفاوية البائية والنمو الخلوي الشاذ للجريبات الثانوية. يحدث هذا عادةً في قشرة العقدة اللمفاوية ويعف عن محفظتها.
تتشكل جريبات مرضية متباينة عديدة الأشكال ومختلفة بالشكل والحجم غالبًا. يمتاز فرط التنسج الجريبي بتعدد النسائل وعدم القدرة على التعبير عن بروتين بي سي إل 2، وهذا ما يميزه عن اللمفوما الجريبية وحيدة النسيلة التي تعبر عن هذا البروتين.

## العلامات والأعراض
تسبب ضخامات العقد اللمفية، ومن ضمنها فرط التنسج الجريبي، أعراضًا متنوعةً مثل الحمى والقشعريرة والتعرق الليلي وخسارة الوزن غير المفسرة، وأعراضًا موضعيةً بارزةً لا تتعلق بالعمر والجنس.
لا يمكن رؤية العقد اللمفاوية عند البشر بالعين المجردة، لكن يمكن الشعور بها أحيانًا عند الضغط على الجلد بعد تورمها. يتراوح حجم العقد المتورمة من حبة البازلاء إلى كرة الغولف بناءً على الحالة المرضية. قد يعاني المصاب من اعتلال ارتكاسي في العقد اللمفاوية في أماكن عديدة من الجسم يرافقها التورم والألم وارتفاع الحرارة والإيلام.

## الأسباب
فيما يلي أمثلة عن الأسباب المحتملة لتضخم العقد اللمفاوية الارتكاسي، وجميعها تأخذ النموذج الجريبي غالبًا:
- التهاب المفاصل الروماتويدي.
- متلازمة شوغرن.
- الأمراض المتعلقة بالغلوبيولين المناعي ج 4 (اعتلال العقد اللمفاوية المتعلق بالغلوبيولين المناعي ج 4).[6]
- داء كيمورا.
- داء المقوسات.
- الزهري.
- داء كاسلمان.
- التحول المترقي للبؤر المنتشة (بّي تي جي سي).

يمكن أن تصيب العضويات الدقيقة العقد اللمفية مسببةً الألم والالتهاب الذي يشمل الاحمرار والإيلام. تترافق العضويات المسببة للعدوى الجرثومية والفطرية والفيروسية، مثل البرتونيلة والمكورة العنقودية والأورام الحبيبية والفيروسات الغدانية وداء لايم، مع فرط التنسج الجريبي.
تشمل الأمراض المناعية الأخرى المرافقة: التهاب المفاصل الروماتويدي والذئبة الحمامية الجهازية والتهاب العضلات والجلد ومتلازمة شوغرن والأمراض المتعلقة بالغلوبيولين المناعي ج، وهي حالات التهابية تليفية تؤثر في العديد من أعضاء الجسم.
تنتج الاضطرابات الالتهابية المزمنة مثل داء كيمورا عن التهاب العقد اللمفاوية وتضخمها. قد تسبب الجراثيم الطفيلية مثل المقوسة الغوندية أو اللولبية الشاحبة تضخمًا في العقد اللمفية أيضًا، وكذلك الحالات الأخرى مثل الأمراض اللمفاوية التكاثرية المعروفة بداء كاسلمان أو التحول المترقي للمراكز اللمفاوية المنتشة. تلعب الظروف البيئية دورًا في الاعتلال اللمفاوي، إذ قد يسبب التعرض للحيوانات أو الحشرات أو الاستخدام المديد للأدوية والحالة المناعية للفرد ضخامةً لمفاوية. قد يكون التاريخ المهني للمريض دليلًا على العامل المسبب، مثل عمال المعادن أو استخراج الفحم الذين يتعرضون للسيليكون والبيريليوم.
يشيع حدوث فرط التنسج الجريبي عند الأطفال والشباب، لكنه قد يصيب كل الأعمار، وهو شائع أيضًا بين المعمرين بصرف النظر عن الجنس. يعاني الأطفال غالبًا من عقد لمفاوية ارتكاسية في الأعمار الصغيرة عند تعرضهم لعامل ممرض بيئي جديد حتى دون الإصابة بالعدوى.
سريريًا، يقتصر الاعتلال اللمفاوي في فرط التنسج الجريبي عادةً على منطقة مفردة من الجسم، لكنه قد يكون متعدد البؤر. يُعد هذا المرض أحد أشيع أنواع الاعتلالات اللمفاوية وقد يترافق مع فرط تنسج المنطقة المجاورة للقشر والجيوب اللمفاوية.

## الآلية والفسيولوجيا المرضية
لم تفهم الآلية المرضية الخاصة بفرط التنسج الجريبي بشكل كامل حتى الآن، لكن من المعروف أن تحريض حجرة الخلايا اللمفاوية البائية والنمو الخلوي الشاذ للجريبات الثانوية تمثل العوامل الأساسية في فرط التنسج الجريبي. يصيب فرط التنسج قشرة العقدة اللمفاوية عادةً ويعف عن المحفظة. من المفترض أن هذه الآلية تنتج عن تكاثر لمفاوي ارتكاسي بدئي حرضته مولدات ضد غير محددة أو نوع من التخريش المزمن يسبب في النهاية ضخامة عقد لمفاوية.
قد تحدث ضخامة العقد اللمفاوية لأسباب كثيرة. تعمل العقد اللمفاوية كمصفاة للجملة الشبكية البطانية، وتحوي جيوبًا متعددة الطبقات تعرض الخلايا اللمفاوية البائية والتائية والخلايا البلعمية الكبيرة على سطحها لتنتشر في الدم. عندما يتعرف الجهاز المناعي على بروتينات غريبة ويبدأ مهاجمتها، يطلب مساعدة هذه الخلايا الدموية. خلال هذا التفاعل المناعي تتضاعف هذه السلاسل الخلوية المستجيبة ردًا على هجوم الجسم الغريب، وبالتالي يزداد حجم العقدة. يُعد حجم العقدة اللمفية غير طبيعي عندما يتجاوز قطرها 1 سم، لكن هذا يختلف بين الأطفال والبالغين.
يشمل تضخم العقد اللمفاوية الموضعي أو النوعي غالبًا عناقيد أو تجمعات من العقد اللمفية، وقد تنتقل هذه التجمعات إلى مناطق متنوعة من الجسم. تتوزع العقد اللمفية في جميع أنحاء الجسم، وتعكس منطقة التضخم موقع النزح اللمفاوي. تختلف صفات العقدة بين الإيلام والتثبت والحركة والانفصال والتشابك، ومن المهم ملاحظة أن العقد اللمفية المتضخمة لا تشير دومًا إلى أمر سيئ، بل هي دليل على صحة عمل الجهاز اللمفاوي. قد تتراكم السوائل اللمفية في العقد كوسيلة لحجز الجراثيم المؤذية والعوامل الممرضة الأخرى في الجسم منعًا لانتشارها إلى أماكن أخرى.
تستطيع المواد الموجودة ضمن السوائل الخلالية مثل العضويات الدقيقة ومولدات الضد أو حتى السرطانات الدخول إلى الأوعية اللمفاوية بتشكيل سائل لمفاوي. تساعد العقد اللمفاوية على تنقية هذه السوائل بإزالة المواد وطرحها في الدوران الدموي. عند كشف أجسام مضادة، تحرض الخلايا اللمفاوية ضمن العقد تكاثر الخلايا أو تضخمها، ويشار إلى هذا بتضخم العقد اللمفية.